# 13 друзів хунти
«13 друзів хунти» (рос. 13 друзей хунты) — документальний фільм із циклу «Професія — репортер», показаний 24 серпня 2014 року на російському телеканалі НТВ. Назва фільму має певну схожість із назвою кінострічки «13 друзів Оушена».

## Сюжет
Фільм присвячений публічним російським діячам, діяльність яких була розцінена як підтримка влади України у збройному конфлікті на сході України. У ньому згадуються такі особи:
- Андрій Макаревич
- Ілля Пономарьов
- Дмитро Биков
- Віктор Шендерович
- Станіслав Бєлковський
- Олексій Суханов
- Олександр Кинєв
- Марк Гальперін
- Діана Арбеніна

«В умовах підвищеної уваги до того, що говорять і за кого агітують представники творчої еліти, для київської хунти кожен голос на їхню підтримку — на вагу золота. Іноді в буквальному сенсі. Їхні слова використовуються для того, щоб продовжити каральну операцію на Південному Сході. Саме тому на одному з порталів Донбасу з'явився заклик до російських співаків, журналістів, акторів і політиків, які бажають висловитися на складну тему. Автор просить кожного думати і розуміти, до чого саме він закликає, перш ніж діяти, яким би талановитим він не був».
Коментарі у фільмі надають:
- Михайло Делягін
- Євген Федоров
- Федор Раззаков
- Віка і Вадим Циганови
- Сергій Марков
- Нікас Сафронов

### Продовження
Через тиждень, 31 серпня 2014 року, на НТВ був показаний другий, ідентичний за стилістикою викривальний фільм під назвою «Ще 17 друзів хунти» (рос. Ещё 17 друзей хунты) (також без зазначення авторства). У ньому критиці авторів піддалися:
- співачка Анастасія Приходько
- американська порноакторка Саша Грей
- актор Анатолій Пашинін
- телеведучі Тетяна Лазарєва та Михайло Шац
- заслужена вчителька Росії Тамара Ейдельман
- журналісти Олег Кашин, Аркадій Бабченко, Андрій Мальгін
- економіст Сергій Алексашенко[2].

## Критика
Фільм привернув увагу журналістів і громадських діячів. «Новая газета» та українське інтернет-видання «ГОРДОН» назвали його пропагандистським..
Ксенія Собчак:
|  | Цікаво, що якщо в хороших репортажів завжди є автор, і він пишається своєю роботою, то тут автор наприкінці говорить про себе: «Автор вам радить». Сам «автор» при цьому так і залишається невідомим героєм одного прийому — показати Шендеровича/Макаревича зі словами «в цей самий час» і пострілами гармат.. |

Андрій Макаревич офіційно висловив незадоволення інформаційними атаками на себе:
|  | Уже третій тиждень не вщухає потік бруду й наклепів, що ллється на мене зі сторінок газет і з екранів телевізорів. Мене називають «другом хунти», «пособником фашистів», «зрадником» тощо. Тим часом єдиний «злочин», який я вчинив, полягає в тому, що у місті Святогірськ у таборі біженців із Донецька й Луганська я в межах благодійності заспівав три пісні для дітей цих біженців. У зв'язку з цим я не відчуваю за собою жодної провини. Все інше, що розповідають у ЗМІ про мою поїздку, — це безсовісна брехня. |

Аркадій Бабченко після зйомок і показу викривального сюжету за своєї участі, заявив, що до підготовки фільмів брали участь редакторка Світлана Губанова й кореспондент Андрій Алфьоров, з якими він особисто працював на НТВ на початку 2000-х років. Телекритик Ірина Петровська, рецензуючи продукт НТВ про «друзів хунти», зазначила, що: фільм збирали похапцем і, як кажуть, «зі світу по нитці», а також що на ТБ пишним цвітом розцвів жанр політичного доносу.